# پتروفسک-زابایکالسکیی (شهر)
شهر پتروفسک-زابایکالسکی (به روسی: Петровск-Забайкальский) در کشور روسیه و در سرزمین زابایکالسکی واقع شده‌است.